# 蒂克斯伯里
蒂克斯伯里（英語：Tewkesbury，/ˈtjuːksbəri/ TEWKS-bər-ee）是英格蘭的一個城鎮和民政教區。位於格洛斯特郡。據2011年英國人口普查，蒂克斯伯里有人口10,704人。蒂克斯伯里的地標有戰爭紀念碑等。
蒂克斯伯里也是全英國水浸最嚴重的地方之一。